# Diethelm Michel
Diethelm Michel  (* 22. Februar 1931; † 2. Juli 1999) war ein deutscher evangelischer Theologe.

## Leben
Er studierte ab 1951 Evangelische Theologie und Ägyptologie in Tübingen und Bonn. Nach der Promotion zum Dr. theol. an der Universität Bonn am 23. Juli 1960 und Habilitation in Heidelberg 1964 wurde er Professor für Altes Testament an der Kirchlichen Hochschule Berlin 1965 und in Mainz 1981. Diethelm Michel war bis zu seinem Tod Präses der Kirchlichen Arbeit Alpirsbach.

## Schriften (Auswahl)
- Tempora und Satzstellung in den Psalmen. Bonn 1960, OCLC 1025117841.
- Israels Glaube im Wandel. Einführungen in die Forschung am ALTEN Testament. Berlin 1971, ISBN 3-87126-003-7.
- Untersuchungen zur Eigenart des Buches Qohelet. Berlin 1989, ISBN 3-11-012161-1.
- Studien zur Überlieferungsgeschichte alttestamentlicher Texte. Gütersloh 1997, ISBN 3-579-01819-1.